# 216
| [ Edytuj tabelę ] |                                               |
| Cesarz Chin       | - 189 Han Xiandi 220                          |
| Władca Korei      | - 197 Sansang 227                             |
| Papież            | - 199 Zefiryn 217                             |
| Król Partów       | - 208 Wologazes VI 228 - 216 Artabanus IV 224 |
| Cesarz Rzymu      | - 211 Karakalla 217                           |

Rok 216 / CCXVI
stulecia: II wiek ~
III wiek ~
IV wiek

lata: 206 «
211 «
212 «
213 «
214 «
215 «
216
» 217
» 218
» 219
» 220
» 221
» 226

## Wydarzenia
- Zakończenie budowy olbrzymich term Karakalli.

## Urodzili się
- 14 kwietnia – Mani, twórca manicheizmu (zm. ok. 276)